# Берч-Крик (Аляска)
Берч-Крик (англ. Birch Creek) — переписна місцевість (CDP) в США, в окрузі Юкон-Коюкук штату Аляска. Населення — 35 осіб (2020).

## Географія
Берч-Крик розташований за координатами 66°15′59″ пн. ш. 145°52′26″ зх. д. / 66.26639° пн. ш. 145.87389° зх. д. (66.266525, -145.873878).  За даними Бюро перепису населення США в 2010 році переписна місцевість мала площу 23,31 км², з яких 22,65 км² — суходіл та 0,66 км² — водойми. В 2017 році площа становила 21,45 км², з яких 20,90 км² — суходіл та 0,55 км² — водойми.

## Демографія
Згідно з переписом 2010 року, у переписній місцевості мешкали 33 особи в 17 домогосподарствах у складі 7 родин. Густота населення становила 1 особа/км².  Було 18 помешкань (1/км²).
Расовий склад населення:
| - 100,0 % — корінних американців |

До двох чи більше рас належало 0,0 %. Частка іспаномовних становила 0,0 % від усіх жителів.
За віковим діапазоном населення розподілялося таким чином: 9,1 % — особи молодші 18 років, 87,9 % — особи у віці 18—64 років, 3,0 % — особи у віці 65 років та старші. Медіана віку мешканця становила 34,5 року. На 100 осіб жіночої статі у переписній місцевості припадало 120,0 чоловіків;  на 100 жінок у віці від 18 років та старших — 150,0 чоловіків також старших 18 років.
Цивільне працевлаштоване населення становило 0 осіб. 